# Casa Carme Collell
La Casa Carme Collell és una obra noucentista de Vic (Osona) protegida com a Bé Cultural d'Interès Local.

## Descripció
Casa de pisos amb una paret mitgera. Costa de soterrani, planta baixa i dos pisos, i és coberta a tres vessants. Té dues façanes, una tramuntana i l'altra a ponent, la qual presenta unes galeries acabades amb una cornisa pròpia de l'autor, Raspall i Mallol. Aquest sector és rodejat per un ampli jardí. A tramuntana i a nivell de primer pis hi ha una tribuna vidriada. Al centre de l'edificació sobresurt una llanterna. És construïda amb rajols i la façana és decorada amb pedra, arrebossada i estucada, i té bonics elements de ferro forjat. La teulada és de teula àrab i vidriada. La casa es troba en un lamentable estat d'abandó per bé que alguns sectors encara són habitats.

## Història
Amb l'expansió urbana de Vic, a principis del segle xx, és traçà el nou c/ Torras i Babes que venia a substituir els c/ Santa Teresa a la sortida de Vic cap a la carretera de Sant Hilari, que promogué més tard la urbanització cap el sector de llevant de la ciutat fins a enllaçar amb els edificis del c/ dels Caputxins i cap a la carretera de Roda. La casa Collell fou dissenyada per l'arquitecte M. Raspall i s'acabà de construir al 1921. Acabada la Guerra Civil, en Manel Gausa la degué refer dels desperfectes de la guerra, conservant, però, el modernisme típic d'en Raspall.